# Douglas Payne
Douglas Payne (1875 – Londres, 3 de agosto de 1965) foi um ator britânico da era do cinema mudo.

## Filmografia selecionada
- Maria Marten, or the Mystery of the Red Barn (1913)
- The Harbour Lights (1914)
- Enoch Arden (1914)
- The Little Minister (1915)
- The Romany Rye (1915)
- Master and Man (1915)
- Flying from Justice (1915)
- Fine Feathers (1915)
- The Coal King (1915)
- The Stronger Will (1916)
- Rodney Stone (1920)
- Won by a Head (1920)
- Old Bill Through the Ages (1924)
- The Man Who Changed His Name (1928)
- What Next? (1928)
- Red Aces (1929)
- You'd Be Surprised! (1930)